# Zoe Mayer
Zoe Mayer (nascida a 7 de agosto de 1995) é uma política alemã da Aliança 90/Os Verdes que é membro do Bundestag, o parlamento da Alemanha, desde as eleições federais alemãs de 2021. Ela foi eleita directamente como membro do parlamento de Karlsruhe-Stadt. Antes de ser eleita para o Bundestag, Mayer, que nasceu em Karlsruhe, já servia como chefe do grupo do seu partido no conselho da cidade de Karlsruhe, onde foi eleita pela primeira vez em 2014.
Mayer formou-se com um mestrado em gestão de engenharia pelo Instituto de Tecnologia de Karlsruhe em 2019 e desde então trabalha numa tese de doutoramento sobre proteção climática no setor de construção.